# Jun’ya Ishigami
Jun’ya Ishigami, auch Junya Ishigami (japanisch 石上 純也, Ishigami Jun’ya; * 4. Oktober 1974 in der Präfektur Kanagawa, Japan) ist ein japanischer Architekt.

## Werdegang
Ishigami schloss im Jahre 2000 sein Studium der Architektur an der Tōkyō Geijutsu Daigaku in Tōkyō ab. Anschließend arbeitete er mit der Architektin Kazuyo Sejima bis 2004 im Büro SANAA zusammen, bevor er sein eigenes Büro junya.ishigami+associates in Tokio gründete.

## Arbeiten
- 2006: Planungsmodell – Art Basel
- 2007: Ballon als Beitrag für Space for your Future im Museum of Contemporary Art, Tōkyō
- 2008: Japanischer Pavillon – Biennale di Venezia
- 2008: Ladeneinrichtung für den Modehersteller Yōji Yamamoto, New York City (2009 geschlossen)
- 2008: Studiogebäude für das Kanagawa Institute of Technology, Atsugi
- 2010: Garden Plate, Landschaft in einer Untertasse
- 2019: Cloud Arch, Sydney
- 2019: Pavillon – Serpentine Gallery, London

- 2024 Zaishui Kunstmuseum, in einem künstlichen See in Rizhao, Shandong

## Auszeichnungen
- 2008: Iakov Chernikhov-Preis der Jakov Chernikhov International Foundation, Moskau
- 2009: Bauwelt Preis für Studiogebäude für das Kanagawa Institute of Technology, Atsugi[1]
- 2016: Swiss Architectural Award[2]
- 2019: Obel Award[3]
- 2024: Friedrich-Kiesler-Preis[4]

## Ausstellungen
- 2011: Junya Ishigami: Architecture as Air, Barbican Art Gallery, Barbican Centre, London, England.
- 2013: Junya Ishigami: How Small? How Vast? How Architecture Grows., deSingel, Antwerpen, Belgien.

## Veröffentlichungen
- Small Images. INAX Shuppan, Tokyo 2008 (japanisch/englisch), ISBN 978-4-87275-150-5.
- Another Scale of Architecture. Seigensha, Tokyo 2010 (englisch), ISBN 978-4-86152-284-0.